# Dissin
Dissin là một tổng thuộc  tỉnh Ioba ở đông nam Burkina Faso. Thủ phủ là thị xã Dissin. Dân số năm 2006 là 38.644 người..

## Các thị xã và làng xã
Bagane, Benvar, Bilbalè, Dadonè, Dakolé, Done, Gora, Kankampèlè, Kokolibou, Korgnègane, Kouléteon, Kpoman, Kpopèri, Mou, Nakar, Namarè, Natiétéon, Navrikpè, Ouizine, Saala, Tangsebla, Toléper và Zodoun-Tampouo.